# Steven G. Ellis
Steven G. Ellis (* 5. Dezember 1950 in Halifax, Calderdale) ist ein britischer Historiker und Hochschullehrer.

## Leben und Wirken
Steven G. Ellis studierte Geschichte an der University of Manchester. Im Jahre 1973 erwarb er dort den Bachelorgrad, 1974 den Magistergrad. Seine akademische Ausbildung setzte er anschließend an der Queen’s University Belfast fort und schloss diese 1979 mit dem Doktorgrad (Ph.D.) ab. Bereits seit 1976 war Ellis als wissenschaftlicher Assistent an der University of Galway tätig, anschließend als Dozent. Nachdem er 1988 hier einen weiteren Doktorgrad erworben hatte, wurde er in Galway auf eine Professur berufen. Von 2004 bis 2011 leitete er die Abteilung für Geschichte an dieser Universität, anschließend leitete er die „School of Humanities“.
Bereits während seiner Doktorandenzeit an der Universität in Belfast beschäftigte sich Ellis intensiv mit der Geschichte Irlands. In seinen zahlreichen Veröffentlichungen wird dies deutlich, hinzu kommen seine Forschungen zur britischen Geschichte, vor allem in der Tudor-Zeit.
Er hat den Vorsitz des „Irish Committee of Historical Sciences“.

## Veröffentlichungen (Auswahl)
- Tudor Ireland. Crown, community and conflict of cultures, 1470–1603. Longman, London 1985, ISBN 0-582-49341-2.
- Reform and revival. English government in Ireland, 1470–1534. Boydell Press, Woodbridge 1986, ISBN 0-86193-204-8.
- (Hrsg.): Conquest and union. Fashioning a British state, 1485–1725. Longman, London 1995, ISBN 0-582-20963-3.
- Tudor frontiers and noble power. The making of the British state. Clarendon Press, Oxford 1995, ISBN 0-19-820133-8.
- (Hrsg.): Empires and states in European perspective. Ed. Plus, Pisa 2002, ISBN 88-8492-046-9.
- (Mithrsg.): Citizenship in historial perspective. PLUS, Pisa University Press 2006, ISBN 88-8492-406-5.
- (Hrsg., mit Raingard Eßer): Frontiers and the writing of history 1500–1850. Wehrhahn, Hannover-Laatzen 2006, ISBN 3-86525-251-6.
- (Hrsg., mit Lud'a Klusáková): Frontiers and identities. Exploring the research area. PLUS, Pisa University Press, Pisa 2006, ISBN 978-88-8492-405-6.
- (Hrsg., mit Lud'a Klusáková): Imagining frontiers, contesting identities. Ed. PLUS, Pisa University Press 2007, ISBN 978-88-8492-466-7.
- Ireland in the age of the Tudors, 1447–1603. English expansion and the end of Gaelic rule. Longman, London 2008, ISBN 0-582-01901-X.
- (Hrsg.): Frontiers, regions and identities in Europe. Ed. PLUS, Pisa University Press, Pisa 2009, ISBN 978-88-8492-652-4.
- (Hrsg., mit Iakovos Michailidis): Regional and transnational history in Europe. PLUS, Pisa University Press, Pisa 2011, ISBN 978-88-8492-807-8.
- (Hrsg., mit Raingard Eßer): Frontier and border regions in early modern Europe. Wehrhahn-Verlag, Hannover 2013, ISBN 978-3-86525-363-7.
- (mit Christopher Maginn): The Tudor discovery of Ireland. Four Courts Press, Dublin 2015, ISBN 978-1-84682-573-6.
- (mit Christopher Maginn): The making of the British Isles. The state of Britain and Ireland, 1450 - 1660. Routledge, London 2015, ISBN 978-0-582-04003-8.
- Defending English ground. War and peace in Meath and Northumberland, 1460–1542. Oxford University Press, Oxford 2015, ISBN 0-19-969629-2.
- (Hrsg.): Enfranchising Ireland? Identity, citizenship and state. Royal Irish Academy, Dublin 2016, ISBN 978-1-908997-84-5.
- (Hrsg., mit James Murray): Calendar of state papers, Ireland. Tudor period 1509–1547. Revised edition. Irish Manuscript Commission, Dublin 2017, ISBN 1-906865-70-1.
- Sacred Space and True Religion. The Irish Reformation and the Collegiate Church of St Nicholas, Galway. In: Entangled Religions, Bd. 7 (2018), S. 14–45.
- Ireland's English pale, 1470–1550. The making of a Tudor region. The Boydell Press, Woodbridge 2021, ISBN 978-1-78327-660-8.

Festschrift
- Christopher Maginn (Hrsg.): Frontiers, states and identity in early modern Ireland and beyond. Essays in honour of Steven G. Ellis. Four Courts Press, Dublin 2016, ISBN 1-84682-605-5.